# 上海日本水兵狙擊事件
上海日本水兵狙擊事件（日语：上海日本人水兵狙撃事件）又稱田港事件、出雲號水兵事件，是1936年9月23日晚8點半左右發生在中華民國大陸時期上海公共租界北四川路海寧路路口的一起日本人射殺事件。
當時停留在黃浦江的出雲號4名海軍士兵來到吳淞路、海寧路附近的日商上海銀行，結果4人遭到槍擊。一等兵田港朝光當場身亡，八幡良胤以及二等兵出利葉義己被開槍擊中並且身負重傷。另一人安然無恙。根據目擊證人的說法，當時兇手有4人。事情發生後，攤販張榮和被逮捕，其餘人逃走。
事件發生後45分鐘，出雲號上的百名士兵登陸以及保護在上海的日本人機關。其他日軍也立即出動，並在各處馬路路口派駐步哨。日本步哨均上刺刀，並且嚴厲盤查路人，若有懷疑就會逮捕。同時日本海軍陸戰隊越界來到閘北布防。上海市市長吳鐵城提出抗議，要求日軍撤退。

## 審判
江苏上海第一特区地方法院判處被逮捕的張榮和無罪。上海公共租界工部局不服，並且向江苏省高二分院提起上訴。江苏省高二分院駁回上訴，並且立即下令釋放張榮和。